# Торронтес
Торронтес (исп. Torrontés) — группа из трёх близкородственных технических сортов белого винограда, которые выращиваются преимущественно в Аргентине: торронтес-риохано (Riojano), торронтес-санхуанино (Sanjuanino), торронтес-мендосино (Mendocino). Чаще всего торронтесом называют первый из них, так как он гораздо более распространён. Из торронтеса-риохано изготовлено около 20 % аргентинских белых вин. Их характеризует интенсивная ароматика розы, жасмина, ландыша, яблоневого цвета, сладких белых цветов, косточковых фруктов в сочетании с умеренной кислотностью. 

## Сельскохозяйственные характеристики
Торронтес риохано (или просто торронтес) отличается крупными ягодами с толстой кожицей и относится к рано созревающим сортам. Восприимчив к ложной мучнистой росе и ботритису. Прохладный климат высотных виноградников в ряде регионов, например в Сальте, способствует сохранению в вине умеренного уровня алкоголя и освежающей кислотности. При этом в расположенных ниже субрегионах Мендосы, для которых характерен более жаркий климат, вина из торронтеса склонны к более высокому содержанию алкоголя.

## История и распространение
Все три аргентинских сорта торронтес принадлежат к общей группе естественных внутривидовых гибридов виноградных лоз, завезённых на континент европейскими колонистами. Точное происхождение сортов не известно, предположительно все они являются результатом отбора сеянцев естественного переопыления родительских сортов при совместном выращивании. О происхождении долгие годы велись многочисленные споры, но точку в них поставило ДНК-исследование, проведенное в 2003 году  которое показало, что торронтес риохано, торронтес санхуанино и еще один сорт, торонтель, также известный как москатель амарилло, появились в результате скрещивания двух сортов — муската александрийского и чёрного винограда  с Канарских островов, который можно встретить под названиями криолья чика, мисьон и паис. А торронтес мендосино, вероятно, появился в результате соединения муската александрийского и другого, пока не установленного сорта винограда.  Виноградари отобрали и размножили эти сорт, поскольку они хорошо переносили засушливый климат и хорошо плодоносили в Южной Америке. 
Аргентинский торронтес выращивается в четырех регионах, на которые приходятся 92% площади виноградников: Мендосе, Сан-Хуане, Ла-Риохе и Сальте. По данным на декабрь 2020 года, площадь посадок торронтеса составляет 9850 га, что составляет 27,48% всех виноградников Аргентины. Из этого числа 7658 га приходится на торронтес риохано, 1627 на торронтес санхуанино и 563 — на торронтес мендосино.  Площадь виноградников торронтеса с начала XXI века растёт. Отчасти это связано с общим ростом экспорта, отчасти с ростом популярности аргентинских вин за рубежом, частично — с развитием технологий, которые позволили больше узнать о специфике разновидностей и улучшить способы их выращивания.
Одним из лучших регионов для вин из торронтеса, где вина из этого сорта получают высокие оценки винных критиков, является Сальта. Один из ключевых факторов, делающих его удачным для производства белых вин — экстремальная высота вплоть до 1700 метров над уровнем моря. Растущий здесь виноград получает высокое количество ультрафиолета, который помогает ему достичь небывалой ароматики. При этом высокая разница между дневными и ночными температурами позволяют винограду сохранить высокий уровень кислотности.
Название «Торронтес» аргентинские виноделы стали использовать лишь в середине XIX века. Самое первое упоминание, которое удалось найти, было сделано в 1867 году Дамианом Хадсоном.
Торронтес культивируется в Южной Америке и за пределами Аргентины. Например, его выращивают в боливийском местечке Самайпата, а также в Чили. Неизвестно, сколько и какой именно вид торронтеса растет в этой стране, по разным предположениям, это может быть, в основном, торронтес санхуанино либо вообще не связанный с ним генетически испанский тёзка. Винный эксперт Оз Кларк полагает, что большинство посадок торронтеса в Чили — это торронтес риохано, который в основном используется для производства чилийского бренди марки Pisco. Ким Андерсон, напротив, полагает, что чилийский торронтес является вариантом торронтес санхуанино и приводит цифру в 1771 га посадок в 2016 году.

## Вина из торронтеса

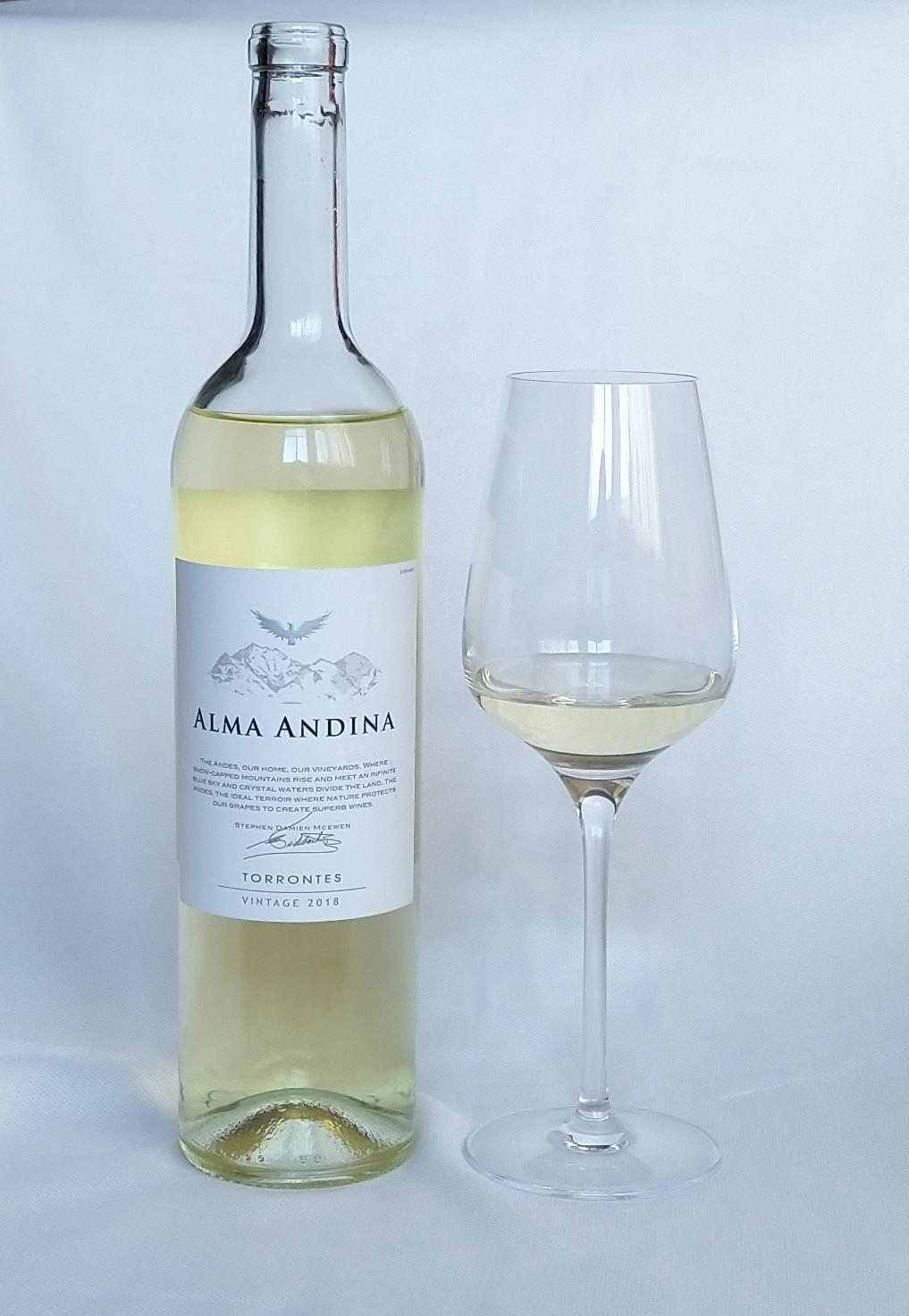
Аргентинское вино из торронтеса

Вино из торронтеса обладает умеренной или слегка повышенной кислотностью. Содержание алкоголя, как правило, выше среднего. Вина из риоханской разновидности принадлежат к числу самых ароматных сухих белых вин и мало чем уступают в этом отношении эльзасскому гевюрцтраминеру. Столь душистые вина не очень хорошо переносят длительное хранение, поэтому их рекомендуют употреблять как можно раньше.
Торронтес хорошо сочетается с рыбой и морепродуктами, а также с блюдами, близкими к национальной кухне северо-запада Аргентины: тушеному мясу и пирожкам с пряной мясной начинкой. Также вина из этого сорта, из-за высокой интенсивности ароматов, хорошо смотрится в сочетании с пряными и острыми блюдами, так что его можно подавать к тайской, индийской, китайской и вьетнамской кухне.

## Другие сорта, именуемые торронтес
В Испании, особенно в провинциях Галисия и Риоха, можно встретить посадки сортов под названием torrontés и turruntés, но ничего общего между испанскими и аргентинскими сортами с этим названием нет. Согласно цифрам статистики за 2000, 2010 и 2016 год площади посадок сортов с этими названиями и без того не значительные, к настоящему времени (2020) можно считать отсутствующими, сорта остаются в единичных посадках в личных виноградниках деревенских жителей и в промышленном виноделии не используются.
В Испании под именем торронтес (torrontés) культивируется сорт аларихе (alarije) и еще один местный сорт в Барбантесе (Галисия). Сорт под названием туррунтес (turruntés), изредка встречающийся в испанской Риохе, идентичен сорту альбильо (albillo) из Вальядолида, а торронтес из Галисии идентичен сорту мальвазия фина (malvasia fina).
В Португалии название торронтеш также изредка используется для сортов аринту (arinto de bucelas), дона бранка (dona branca), фирнау пиреш (fernão pires) и мальвазия фина. Фактически с этим названием на Пиренейском полуострове царит такой беспорядок, что невозможно точно сказать, какой именно сорт культивируется под этим названием в различных регионах.